# Dzierewianki
Dzierewianki (biał. Дзеравянкі; ros. Деревянки) – wieś na Białorusi, w obwodzie witebskim, w rejonie postawskim, w sielsowiecie Juńki.

## Historia
W czasach zaborów wieś w granicach Imperium Rosyjskiego.
W dwudziestoleciu międzywojennym wieś leżała w Polsce, w województwie wileńskim, w powiecie duniłowickim (od 1926 postawskim), w gminie Mańkowicze (od 1927 gmina Hruzdowo) a następnie w gminie Postawy.
Według Powszechnego Spisu Ludności z 1921 roku zamieszkiwały tu 33 osoby, wszystkie były wyznania prawosławnego i zadeklarowały białoruską przynależność narodową. Było tu 8 budynków mieszkalnych. W 1931 w 8 domach zamieszkiwało 40 osób.
Miejscowość należała do parafii rzymskokatolickiej w Postawach i prawosławnej w Mańkowiczach. Podlegała pod Sąd Grodzki w Postawach i Okręgowy w Wilnie; właściwy urząd pocztowy mieścił się w Mańkowiczach.
W 1938 roku miejscowość należała do gromady Mańkowicze gminy Hruzdowo.
Do 2013 miejscowość wchodziła w skład sielsowietu Szyrki.